# Ouèssè
Ouèssè est une commune et une ville du centre-sud du Bénin, qui fait partie du département des Collines.

## Géographie

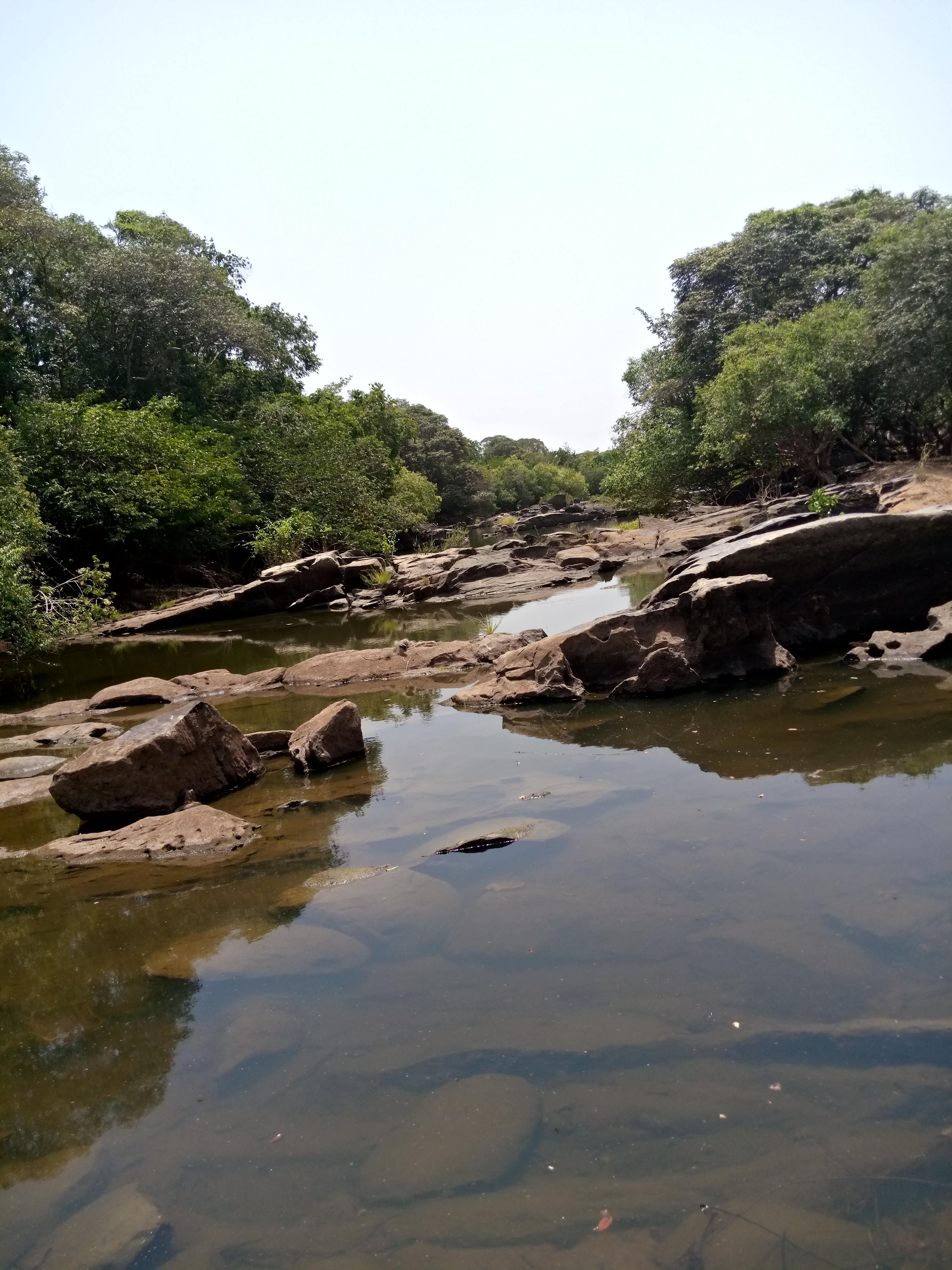
Fleuve Ouémé dans la commune de Ouèssé.

Située en plein cœur du Bénin et au nord-est du département des Collines, la commune de Ouessè s’étend entre l’Okpara à l’est et l’Ouémé à l’ouest sur une superficie d’environ 3 200 km2, soit 2,56 % de la superficie nationale. Elle partage ses frontières au nord avec la commune de Tchaourou, au sud avec les communes de Savè et de Glazoué, à l’ouest avec celles de Bantè et de Bassila, et à l’est avec le Nigéria. Cette situation géographique stratégique justifie la diversité de son cadre physique.

## Population
Lors du recensement de 2013 (RGPH-4), la commune comptait 142 017 habitants.

## Économie
L’économie de la commune de Ouèssè repose essentiellement sur l’agriculture, l’élevage, l’artisanat, le commerce et l’exploitation minière.

### Agriculture
L’agriculture constitue le socle de l’économie locale. Les principales cultures vivrières sont le maïs, le manioc, le riz, le haricot, le soja et l’arachide. La commune est également connue pour ses productions d’anacarde (noix de cajou) et de vouandzou. La présence de bas-fonds hydromorphes dans certaines zones favorise la riziculture et le maraîchage.
Dans une dynamique de valorisation des productions agricoles, plusieurs unités de transformation agroalimentaire ont vu le jour, notamment pour la fabrication de gari (à base de manioc), la transformation du riz, et la production de lait et de viande végétale à base de soja.

### Élevage et pêche
L’élevage est une activité importante, particulièrement dans les zones rurales de la commune. Il concerne les bovins, les caprins, les ovins et la volaille, et est pratiqué par les populations sédentaires ainsi que par les éleveurs peuls, nomades ou semi-nomades.
La pêche, bien que moins développée, est pratiquée de manière saisonnière sur les rivières Ouémé et Okpara, essentiellement par des communautés allochtones.

### Artisanat et commerce
L’artisanat local comprend des activités comme la couture, la menuiserie, la poterie, la vannerie et la mécanique. Le commerce est structuré autour de plusieurs marchés périodiques et hebdomadaires, notamment à Ouèssè et à Kilibo, facilitant l’écoulement des produits agricoles et artisanaux.

### Ressources minières
La commune de Ouèssè abrite un gisement important de marbre bleu dans la localité d’Idadjo. Ce gisement, considéré comme l’un des plus riches du pays, représente un potentiel économique stratégique encore peu exploité à grande échelle.

### Développement local
Dans le cadre du renforcement de la gouvernance locale, la commune de Ouèssè a adopté des initiatives de démocratie participative, notamment le budget participatif. Des projets structurants ont également été mis en œuvre dans les domaines de la santé, de l’éducation, et du développement agricole.